# Colorado Buffaloes

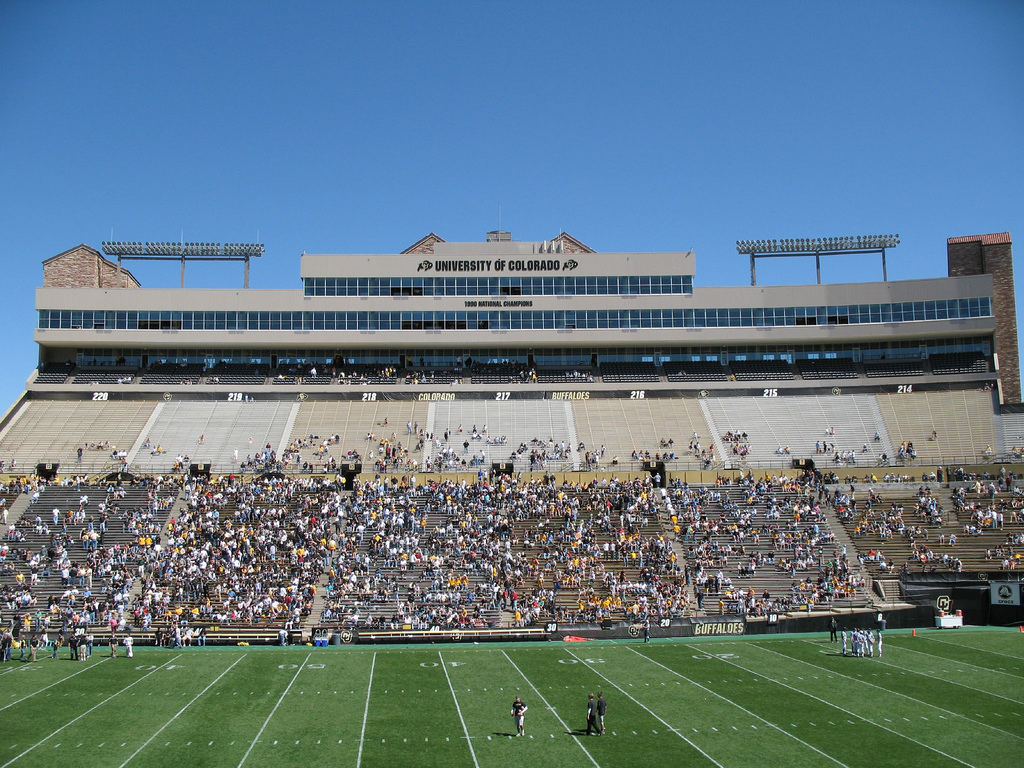
Folsom Field

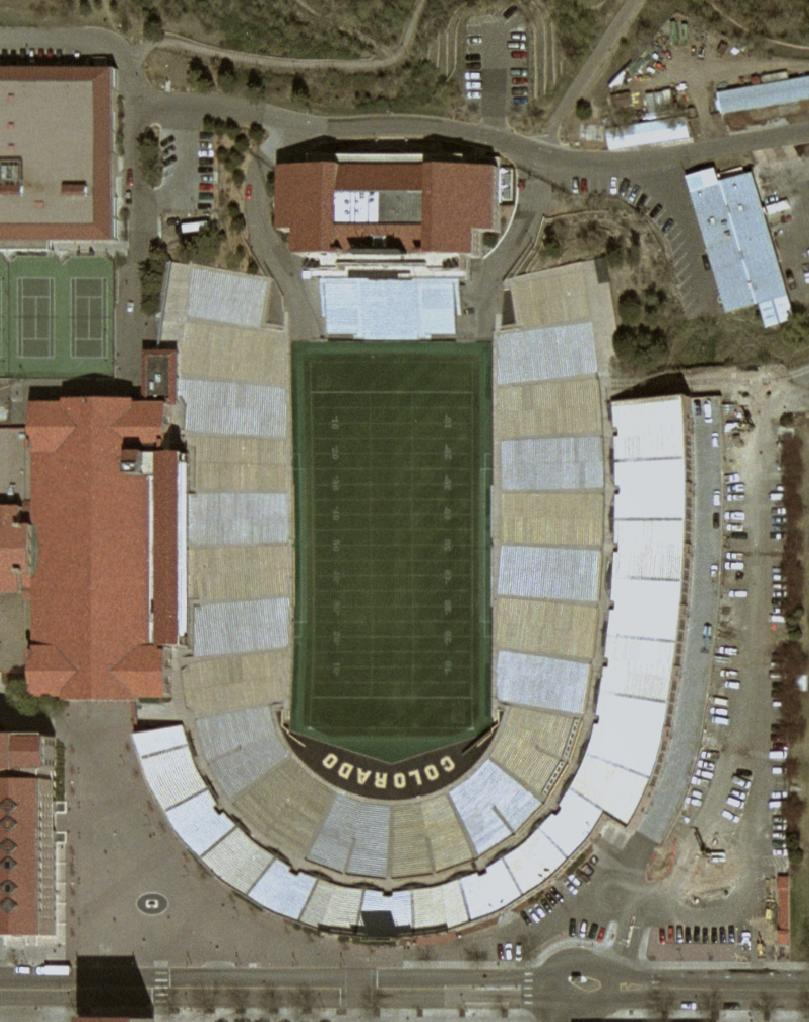
Vista aérea del estadio.

Colorado Buffaloes (español: Búfalos de Colorado) es la denominación de los equipos deportivos de la Universidad de Colorado en Boulder, en el estado de Colorado (Estados Unidos). Los equipos de los Buffaloes participan en las competiciones universitarias organizadas por la NCAA, y forman parte de la Big 12 Conference. 

## Apodo
La elección del apodo de búfalos tiene su origen en una votación que organizó un periódico del campus de la universidad en 1934, dotado con 5 dólares al ganador, y que el estudiante Andrew Dickson ganó.

## Deportes
Tiene 15 equipos varsity. 
| Masculinos - Baloncesto - Cross - Fútbol americano - Golf - Esquí - Atletismo | Femeninos - Baloncesto - Cross - Golf - Esquí - Fútbol - Tenis - Atletismo - Lacrosse - Voleibol |

Además, tiene otros 30 equipos a nivel de club, entre los que destaca el club de ciclismo, al que han pertenecido John Stenner, Tyler Hamilton o Sepp Kuss, entre otros.

### Baloncesto
De esta universidad han salido notables baloncestistas que han pasado por la NBA, cabe destacar a Chauncey Billups, Scott Wedman, Jay Humphries, Alec Burks o Spencer Dinwiddie.
Estos son los números retirados por la universidad de Colorado, en su pabellón, el CU Events Center, y que no pueden ser usados por ningún otro jugador de la universidad.
| Número | Jugador            | Años      | Ref.        |
| ------ | ------------------ | --------- | ----------- |
| 20     | Cliff Meely        | 1968–1971 | [ 2 ] [ 3 ] |
| 22     | Burdette Haldorson | 1952–1955 | [ 4 ]       |

## Títulos

### Campeonatos de la NCAA
- Esquí (16): 1959-1960, 1972-1979, 1982, 1991, 1995, 1998-1999, 2006
- Cross masculino (3): 2001, 2004, 2006
- Cross femenino (2): 2000, 2004
- Fútbol americano (1)

### Campeonatos de Conferencia
- Cross masculino (11): 1996-2006
- Cross femenino (10): 1996-1997, 1999-2006
- Fútbol americano (1): 2001
- Fútbol (1): 2003